# Won Jeong-sik
Won Jeong-sik (ur. 9 grudnia 1990) – południowokoreański sztangista.
Zajął 7. miejsce na Igrzyskach Olimpijskich w Londynie w 2012.